# Jacobaea erucifolia
Il senecione serpeggiante (nome scientifico Jacobaea erucifolia (L.) P.Gaertn., B.Mey. & Schreb., 1801) è una specie di pianta angiosperma dicotiledone della famiglia delle Asteraceae (sottofamiglia Asteroideae).

## Etimologia
Il nome generico potrebbe derivare da due fonti possibili: (1) da San Giacomo (o Jacobus); oppure (2) in riferimento all'isola di Santiago (Capo Verde).  L'epiteto specifico (erucifolia) si riferisce alla somiglianza delle foglie con alcune specie del genere Eruca.

Il binomio scientifico attualmente accettato (Jacobaea erucifolia) è stato proposto inizialmente da Carl von Linné e perfezionato successivamente da un gruppo di botanici tedeschi quali Gottfried Gaertner (1754-1825), Bernhard Meyer (1767-1836) e Johannes Scherbius (1769-1813) nella pubblicazione ”Oekonomisch-Technische Flora der Wetterau” del 1801.

## Descrizione

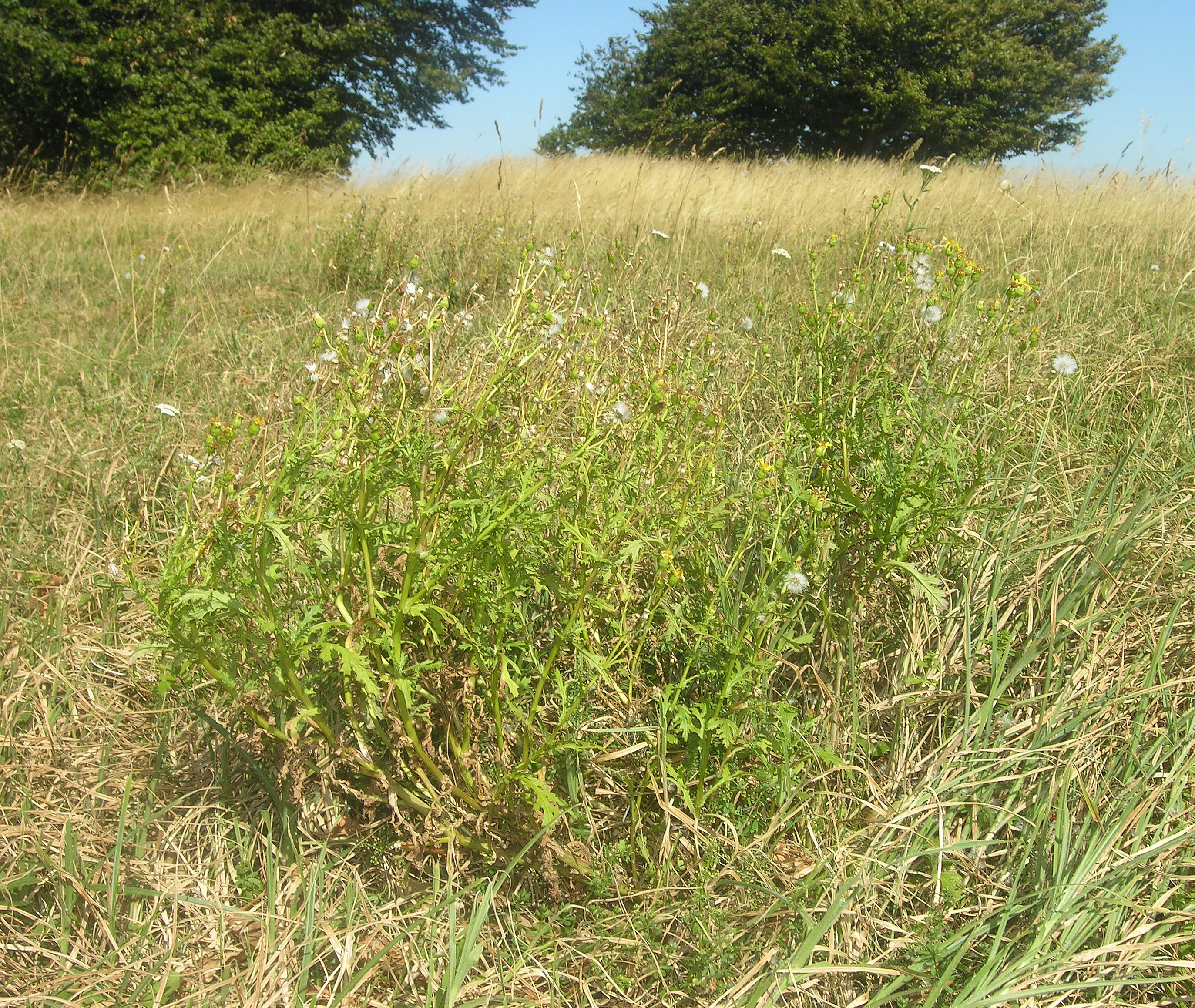
Il portamento

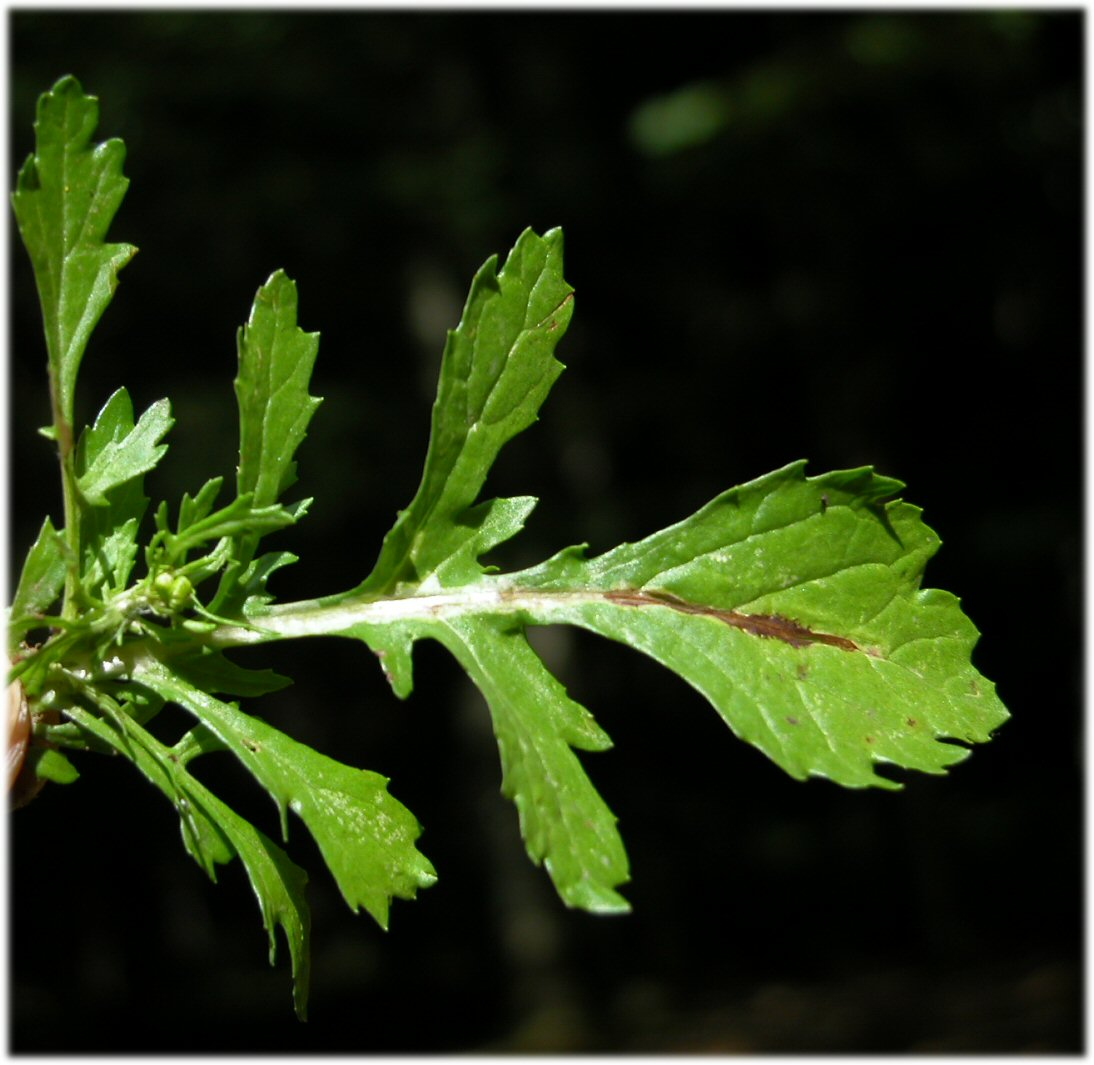
Le foglie

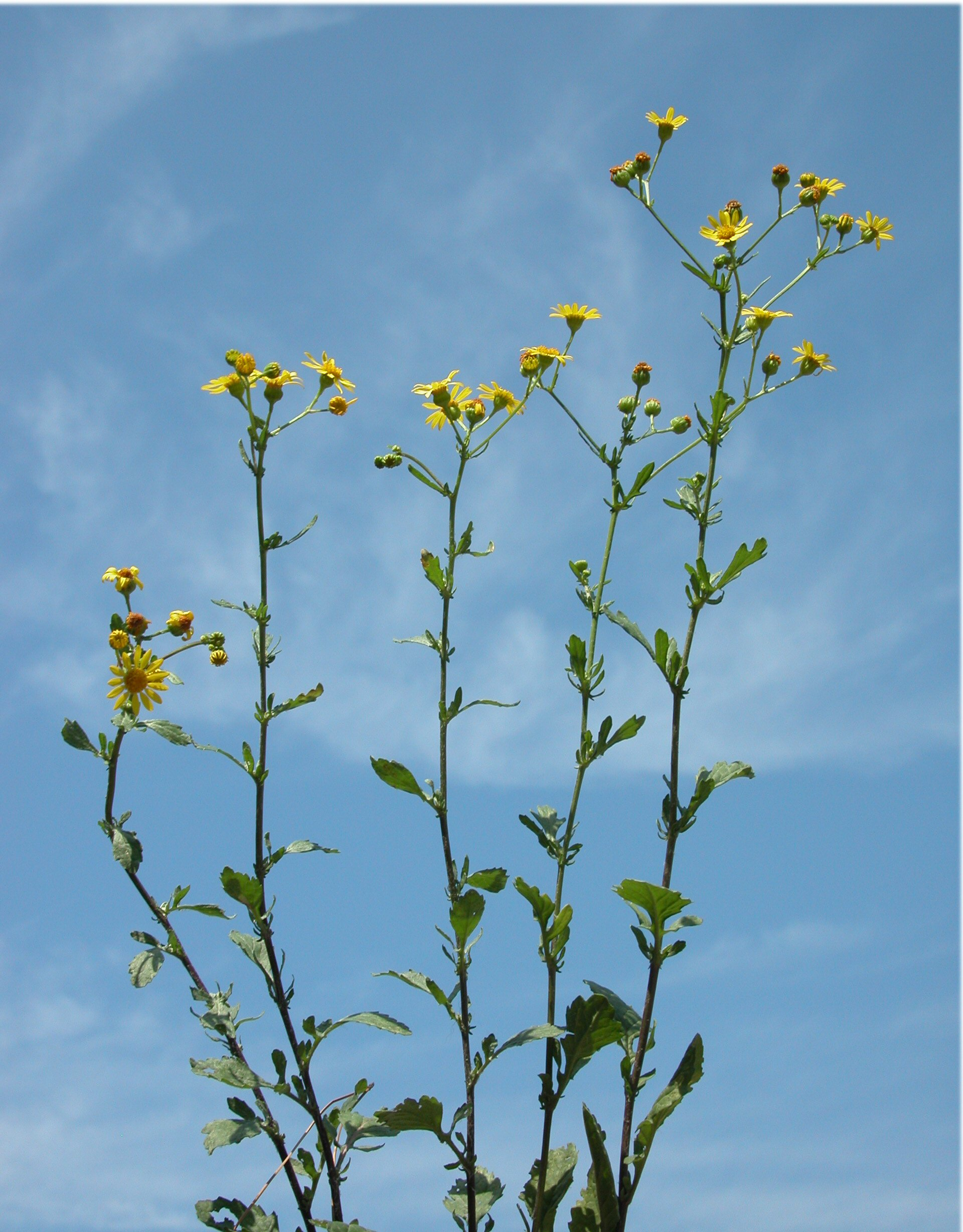
Infiorescenza

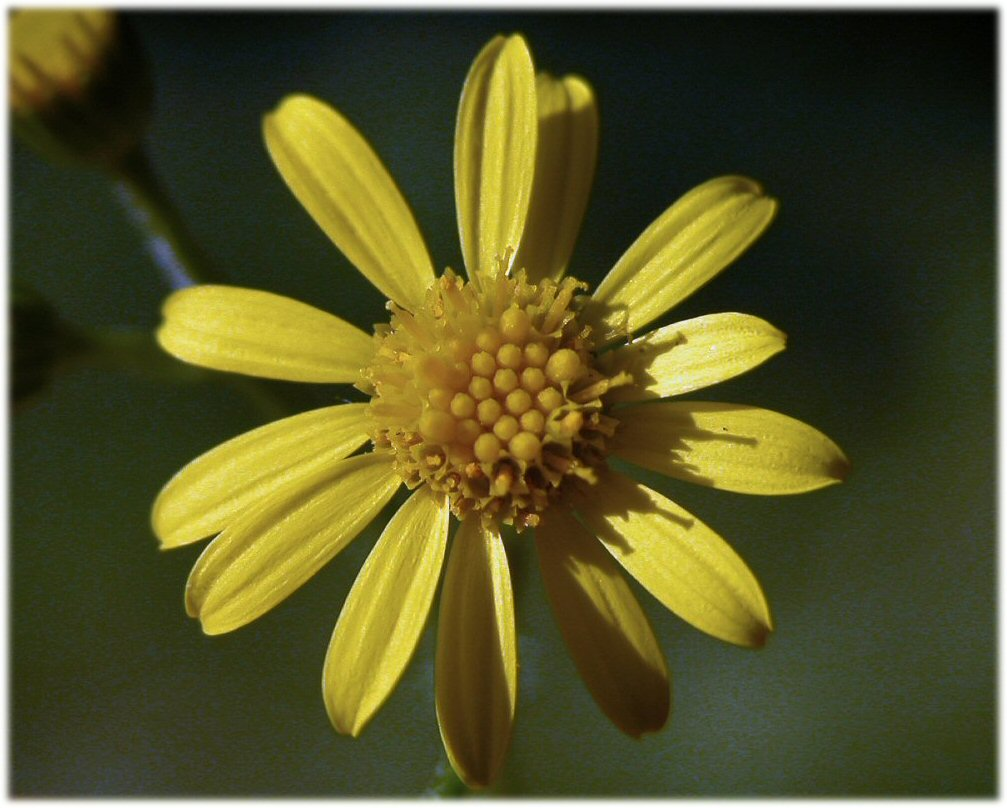
I fiori

Habitus. L'altezza di queste piante varia da 4 a 12 dm. La forma biologica è emicriptofita scaposa (H scap), ossia sono piante perenni, con gemme svernanti al livello del suolo e protette dalla lettiera o dalla neve, dotate di un asse fiorale eretto e spesso privo di foglie. Queste piante possiedono al loro interno delle sostanze chimiche quali i lattoni sesquiterpenici e alcaloidi pirrolizidinici Inoltre l'habitus tipico dei senecioni serpeggianti è la colorazione verde di tutta la pianta con superficie glabra (è presente un certo tomento biancastro solamente sui fusti e sulle foglie giovani).
Radici. Le radici sono secondarie da rizomi.
Fusto. 
- Parte ipogea: la parte sotterranea consiste in un rizoma ramificato. A volte questi ultimi producono stoloni.[12]
- Parte epigea: la parte aerea del fusto è eretta, ascendente, striata e pubescente. È ramosa nella metà superiore.

Foglie. Sono presenti sia foglie basali che cauline (disposte in modo alterno), sessili o picciolate. La lamina (a forma pennatosetta e contorno da ovoidale ad allungato) è profondamente divisa in strette lacinie (5 – 7 paia di segmenti) con un segmento apicale lungo quanto quelli laterali. La parte centrale indivisa è larga 2 – 3 mm. I segmenti laterali generalmente divergono di circa 90º e sono larghi 2 mm e dentati da un solo lato. Dimensioni medie delle foglie: larghezza 1,5 – 4 cm; lunghezza 3 – 12 cm.
Infiorescenza.  La sinflorescenza] è formata da numerosi capolini (da 20 a 60) in formazione corimbosa ampia che normalmente sovrastano l'apparato fogliare. La struttura dei capolini (l'infiorescenza vera e propria) è quella tipica delle Asteraceae: un peduncolo sorregge un involucro a forma di bicchiere composto da più brattee disposte su due ranghi (uno interno con 13 brattee e uno esterno con 4 - 6 squame), che fanno da protezione al ricettacolo più o meno piano e nudo (senza pagliette) sul quale s'inseriscono due tipi di fiori: quelli esterni ligulati gialli (13 fiori) e quelli interni tubulosi di colore giallo più accentuato. Le brattee della serie esterna sono più brevi (½ di quelle interne) e sono inserite alla base dell'involucro; sia quelle interne che quelle esterne alla fruttificazione sono eretto-patenti. Diametro dei capolini: 12 – 15 mm. Dimensione dell'involucro: larghezza 5 mm; lunghezza 5 mm. Lunghezza delle squame interne: 5 – 7 mm.
Fiori.  I fiori sono tetra-ciclici (formati cioè da 4 verticilli: calice – corolla – androceo – gineceo) e pentameri (calice e corolla formati da 5 elementi). Sono inoltre ermafroditi, più precisamente i fiori del raggio (quelli ligulati e zigomorfi) sono femminili; mentre quelli del disco centrale (tubulosi e actinomorfi) sono bisessuali o a volte funzionalmente maschili.
- Formula fiorale:

*/x K {\displaystyle \infty }, [C (5), A (5)], G 2 (infero), achenio
- Calice: i sepali del calice sono ridotti ad una coroncina di squame.
- Corolla: nella parte inferiore i petali della corolla sono saldati insieme e formano un tubo. In particolare le corolle dei fiori del disco centrale (tubulosi) terminano con delle fauci dilatate a raggiera con cinque lobi. I lobi possono avere una forma da deltoide a triangolare-ovata. Nella corolla dei fiori periferici (ligulati) il tubo si trasforma in un prolungamento da nastriforme o ligulato a filiforme o allargato, terminante più o meno con cinque dentelli; tutta la ligula ha un portamento patente. Dimensione dei fiori ligulati: larghezza 1 mm: lunghezza 8 – 10 mm. Il colore delle corolle è giallo.
- Androceo: gli stami sono 5 con dei filamenti liberi. La parte basale del collare dei filamenti può essere dilatata. Le antere invece sono saldate fra di loro e formano un manicotto che circonda lo stilo. Le antere sono senza coda ("ecaudate"); a volte sono presenti delle appendici apicali che possono avere varie forme (principalmente lanceolate). La struttura delle antere è di tipo tetrasporangiato, raramente sono bisporangiate. Il tessuto endoteciale è radiale o polarizzato. Il polline è tricolporato (tipo "helianthoid").[16]
- Gineceo: lo stilo è biforcato con due stigmi nella parte apicale. Gli stigmi sono sub-cilindrici, troncati e con un ciuffo di peli alla sommità.  Le superfici stigmatiche (i recettori del polline) sono separate.[5]  L'ovario è infero uniloculare formato da 2 carpelli.
- Antesi: da (giugno) luglio a settembre.

Frutti. I frutti sono degli acheni con pappo. La forma degli acheni è ellittico-oblunga oppure strettamente oblunga; la superficie è percorsa da diverse coste longitudinali e può essere glabra o talvolta pubescente. Possono essere presenti delle ali o degli ispessimenti marginali. Non sempre il carpoforo è distinguibile. Il pappo (persistente) è formato da numerose setole snelle, bianche disposte in serie multiple.

## Biologia
Impollinazione: l'impollinazione avviene tramite insetti (impollinazione entomogama tramite farfalle diurne e notturne).
Riproduzione: la fecondazione avviene fondamentalmente tramite l'impollinazione dei fiori (vedi sopra).
Dispersione: i semi (gli acheni) cadendo a terra sono successivamente dispersi soprattutto da insetti tipo formiche (disseminazione mirmecoria). In questo tipo di piante avviene anche un altro tipo di dispersione: zoocoria. Infatti gli uncini delle brattee dell'involucro (se presenti) si agganciano ai peli degli animali di passaggio disperdendo così anche su lunghe distanze i semi della pianta. Inoltre per merito del pappo il vento può trasportare i semi anche a distanza di alcuni chilometri (disseminazione anemocora).

## Distribuzione e habitat

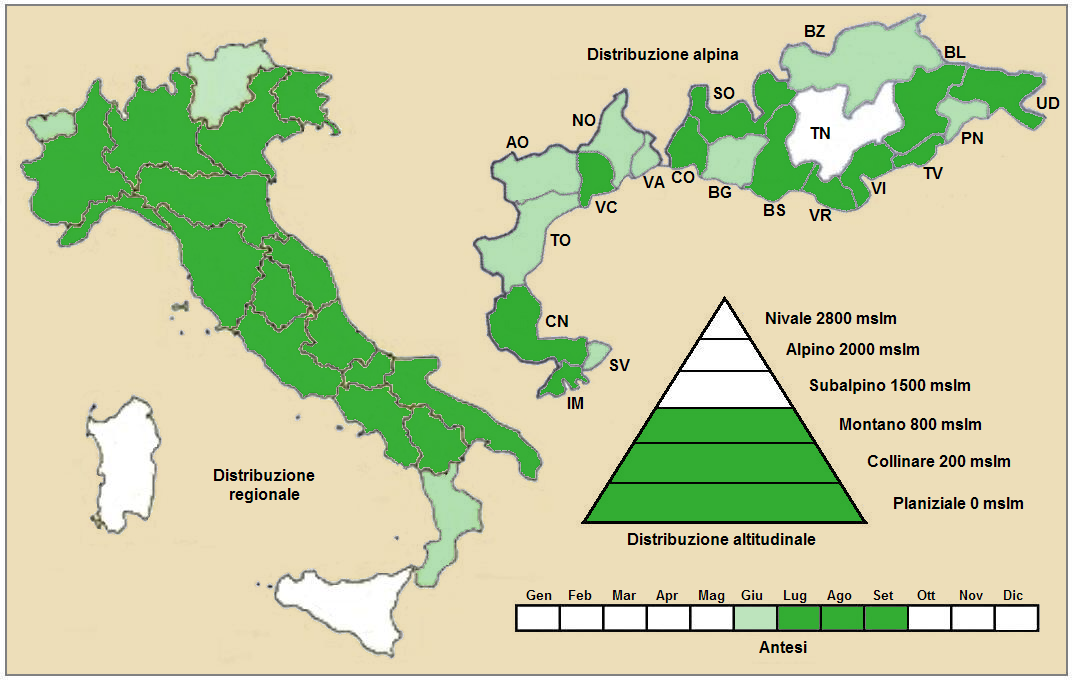
Distribuzione della pianta
(Distribuzione regionale – Distribuzione alpina)

Geoelemento: il tipo corologico (area di origine) è Eurasiatico.
Distribuzione: a parte le isole in Italia questa pianta è presente (ma rara) su tutto il territorio. Nella zona alpina è presente ma in modo discontinuo; oltreconfine (sempre nelle Alpi) è più o meno presente ovunque, come anche sui vari rilievi europei (a parte le Alpi Dinariche). In America del Nord è presente (non frequentemente) ma è stata introdotta dall'Europa.
Habitat: l'habitat tipico per questa specie sono i fanghi, i suoli umidi, gli incolti in genere e le radure boschive. Ma anche i campi, le colture, i vigneti, le praterie rase, i prati e pascoli dal piano collinare a quello subalpino (sia igrofili che mesofili). Il substrato preferito è calcareo ma anche calcareo/siliceo con pH basico, medi valori nutrizionali del terreno che deve essere secco.
Distribuzione altitudinale: sui rilievi queste piante si possono trovare fino a 1.000 m s.l.m.; frequentano quindi i seguenti piani vegetazionali: collinare e montano (oltre a quello planiziale – a livello del mare).

### Fitosociologia

#### Areale alpino
Dal punto di vista fitosociologico alpino Jacobaea erucifolia appartiene alla seguente comunità vegetale::
Formazione: delle comunità perenni nitrofile
Classe: Artemisietea vulgaris

#### Areale italiano
Per l'areale completo italiano Jacobaea erucifolia appartiene alla seguente comunità vegetale:
Macrotipologia: vegetazione erbacea sinantropica, ruderale e megaforbieti
Classe: Artemisietea vulgaris Lohmeyer, Preising & Tüxen ex Von Rochow, 1951
Ordine: Agropyretalia intermedii-repentis Oberdorfer, Müller & Görs in Müller & Görs, 1969
Alleanza: Inulo viscosae-Agropyrion repentis Biondi & Allegrezza, 1996
Descrizione. L'alleanza Inulo viscosae-Agropyrion repentis è relativa ad aree coltivate e dismesse a prevalenza di emicriptofite e fortemente invase da Inula viscosa con distribuzione relativa all’Italia centrale. L'alleanza è presente anche nelle praterie continue, meso-igrofile, su terreni argillosi (in particolare suoli marnoso-arenacei e argillosi dell’Appennino) e in climi temperati.
Specie presenti nell'associazione: Agrostis stolonifera, Aster linosyris, Blackstonia perfoliata, Centaurium erythraea, Elytrigia repens, Hedysarum coronarium, Inula viscosa, Daucus carota, Rumex crispus, Verbena officinalis, Pallenis spinosa, Pulicaria dysenterica, Scabiosa marittima, Reichardia picroides e Jacobaea erucifolia.

## Tassonomia
La famiglia di appartenenza di questa voce (Asteraceae o Compositae, nomen conservandum) probabilmente originaria del Sudamerica, è la più numerosa del mondo vegetale, comprende oltre 23.000 specie distribuite su 1.535 generi, oppure 22.750 specie e 1.530 generi secondo altre fonti (una delle checklist più aggiornata elenca fino a 1.679 generi). La famiglia attualmente (2021) è divisa in 16 sottofamiglie; la sottofamiglia Asteroideae è una di queste e rappresenta l'evoluzione più recente di tutta la famiglia.

### Filogenesi
Il genere di questa voce appartiene alla sottotribù Senecioninae della tribù Senecioneae (una delle 21 tribù della sottofamiglia Asteroideae). La struttura della sottotribù è molto complessa e articolata (è la più numerosa della tribù con oltre 1.200 specie distribuite su un centinaio di generi) e al suo interno sono raccolti molti sottogruppi caratteristici le cui analisi sono ancora da completare. Il genere di questa voce, insieme al genere Bethencourtia, forma un "gruppo fratello" e si trova, da un punto di vista filogenetico, in una posizione abbastanza centrale della sottotribù.
I caratteri distintivi per le specie del genere  Jacobaea sono:
- caratteristico è il rivestimento con peli sottili, sinuosi formanti un feltro compatto;
- alcune brattee dell'involucro inferiore (chiamato anche calice dell'involucro) solo più lunghe di quelle interne.

La specie di questa voce (J. erucifolia) secondo alcuni studi fatti all'inizio di questo nuovo millennio fu assegnata alla sezione Jacobaea (Mill.) Dumort. del genere Senecio; in seguito fu trasferita definitivamente al genere Jacobaea. La J. erucifolia ha una posizione centrale nell'evoluzione del genere Jacobaea.  In realtà J. erucifolia (insieme a J. vulgaris e la J. aquatica) sono state sempre attribuite al gruppo Jacobaea nella letteratura tassonomica e sono generalmente considerate le tre specie “nucleo” del genere.

All'interno del genere Jacobaea la specie di questa voce è a capo del "Complesso Jacobeae erucifolia" composto dalle seguenti specie:
- Jacobaea erucifolia (L.) G.Gaertn., B.Mey. & Scherb.
- Jacobaea lycopifolia  (Poir.) Greuter & B. Nord.
- Jacobaea aquatica (Hill) G. Gaertn. & Al.
- Jacobaea vulgaris Gaertn.
- Jacobaea erratica  (Bertol.) Fourr.

Caratteristiche principali del gruppo: il portamento è erbaceo, generalmente pubescente, perenne o bienne (ma anche suffruticoso) con altezze di 2 - 12 dm; le foglie sono pennatifide con superfici verdi o tomentoso-biancastro; i capolini sono organizzati in ampi corimbi; l'involucro ha 1 - 12 brattee esterne e 10 e più brattee interne; i fiori ligulati sono 10 - 12 e colorati di giallo.
La specie  J. erucifolia è individuata dai seguenti caratteri specifici:
- le foglie sono generalmente divise con un lobo terminale ovato e inciso;
- le brattee dell'involucro sono erette dopo la caduta degli acheni;
- le brattee esterne sono da 4 a 6;
- gli acheni hanno una superficie peloso-scabra e un pappo di setole persistenti.

Il numero cromosomico della specie è 2n = 40 e 80.

### Variabilità
La variabilità di questa specie si manifesta nelle foglie e nei fiori ligulati, ma anche nell'indumento. Per questa specie sono riconosciute 4 entità infraspecifiche:
- Jacobaea erucifolia subsp. argunensis  (Turcz.) Veldkamp, 2006 : si trova in Cina e nella Siberia orientale.
- Jacobaea erucifolia subsp. erucifolia: è la sottospecie descritta sopra per esteso caratterizzata soprattutto dalle foglie lirato-pennatifide a lacinie lanceolate con bordi dentati
- Jacobaea erucifolia subsp. praealta (Betol.) Greuter & B. Nord., 2007: le foglie sono bipennatifide (quelle superiori sono pennatifide) con lacinie strettamente lineari, intere o debolmente dentate; la distribuzione è relativa all'Europa occidentale (Spagna e Italia).
- Jacobaea erucifolia subsp. tenuifolia B.Nord & Greuter, 2006: in questa sottospecie i segmenti delle foglie sono interi, sottili e privi di denti; i fiori ligulati possono essere assenti; si trova solo nella Basilicata (questa varietà non è riconosciuta da tutti e alcuni botanici la considerano inclusa in J. erucifolia); la distribuzione è più o meno europea.

### Sinonimi
Sono elencati alcuni sinonimi per questa entità:
- Senecio erucifolius L., 1755
- Senecio jacobaea subsp. erucifolius (L.) Bonnier & Layens, 1894

### Specie simili
I “senecioni” (almeno quelli della flora spontanea italiana) non sono molto dissimili uno dall'altro. Il Senecione serpeggiante si distingue per la particolare forma delle foglie (vedi descrizione relativa).

## Usi

### Farmacia
Tutte le parti della pianta sono tossiche (è presente una tossina che colpisce soprattutto il fegato). I conigli e diversi uccelli sembrano immuni dagli effetti della tossina.
Secondo la medicina popolare questa pianta è usata per le seguenti proprietà:
- antielmintica (elimina svariati tipi di vermi o elminti parassiti);
- antiscorbutica  (combatte lo scorbuto con la presenza di vitamine);
- diaforetica (agevola la traspirazione cutanea);
- diuretiche (facilita il rilascio dell'urina);
- emmenagoga (regola il flusso mestruale);
- cataplasmatico (medicamento pastoso per usi esterni con capacità emolliente);
- purgativa.